# Triaspis scotospila
Triaspis scotospila är en stekelart som beskrevs av Papp 1984. Triaspis scotospila ingår i släktet Triaspis och familjen bracksteklar. Inga underarter finns listade i Catalogue of Life.